# Storforsdemokraterna
Storforsdemokraterna är ett lokalt parti i Storfors kommun. Partiet bildades av Urban Persson en månad innan valet 2018, som till dess varit Sverigedemokraternas toppnamn i kommunen. Partiet fick 143 röster (5,37 %) och därmed ett mandat i kommunfullmäktige. Urban Persson, som blivit partiets valda representant har uppmärksammats för att i en insändare ha ifrågasatt om månlandningen 1969 ägt rum. I april 2020 blev han uppmärksammad i riksmedia för att ha JO-anmält kommunstyrelsens ordförande Hans Jildesten, efter att ha blivit ombedd att lämna ett möte för att skydda riskgrupper då Persson enligt egen utsago tidigare åkt på en resa till Stockholm för att avsiktligen smittas med covid-19.